# 2019-es Formula–1 orosz nagydíj
Az orosz nagydíj volt a 2019-es Formula–1 világbajnokság tizenhatodik futama, amelyet 2019. szeptember 27. és szeptember 29. között rendeztek meg a Sochi Autodrom versenypályán, Szocsiban.

## Választható keverékek
| Abroncs              | Friss | Használt |
| -------------------- | ----- | -------- |
| Kemény keverék (C2)  |       |          |
| Közepes keverék (C3) |       |          |
| Lágy keverék (C4)    |       |          |
| Átmeneti esőgumi (I) |       |          |
| Teljes esőgumi (W)   |       |          |

## Szabadedzések

### Első szabadedzés
Az orosz nagydíj első szabadedzését szeptember 27-én, pénteken délelőtt tartották, magyar idő szerint 10:00-tól.
| helyezés | versenyző          | csapat/motor          | elért idő | különbség | futott kör |
| -------- | ------------------ | --------------------- | --------- | --------- | ---------- |
| 1        | Charles Leclerc    | Ferrari               | 1:34,462  | −         | 20         |
| 2        | Max Verstappen     | Red Bull-Honda        | 1:34,544  | +0,082    | 25         |
| 3        | Sebastian Vettel   | Ferrari               | 1:35,005  | +0,543    | 20         |
| 4        | Valtteri Bottas    | Mercedes              | 1:35,198  | +0,736    | 28         |
| 5        | Lewis Hamilton     | Mercedes              | 1:35,411  | +0,949    | 22         |
| 6        | Alexander Albon    | Red Bull-Honda        | 1:35,484  | +1,022    | 22         |
| 7        | Nico Hülkenberg    | Renault               | 1:35,740  | +1,278    | 21         |
| 8        | Daniel Ricciardo   | Renault               | 1:36,287  | +1,825    | 20         |
| 9        | Sergio Pérez       | Racing Point-Mercedes | 1:36,321  | +1,859    | 27         |
| 10       | Romain Grosjean    | Haas-Ferrari          | 1:36,516  | +2,054    | 23         |
| 11       | Carlos Sainz Jr.   | McLaren-Renault       | 1:36,523  | +2,061    | 28         |
| 12       | Pierre Gasly       | Toro Rosso-Honda      | 1:36,538  | +2,076    | 25         |
| 13       | Kevin Magnussen    | Haas-Ferrari          | 1:36,596  | +2,134    | 21         |
| 14       | Lance Stroll       | Racing Point-Mercedes | 1:36,714  | +2,252    | 26         |
| 15       | Kimi Räikkönen     | Alfa Romeo-Ferrari    | 1:36,770  | +2,308    | 22         |
| 16       | Lando Norris       | McLaren-Renault       | 1:36,844  | +2,382    | 30         |
| 17       | Antonio Giovinazzi | Alfa Romeo-Ferrari    | 1:37,328  | +2,866    | 18         |
| 18       | George Russell     | Williams-Mercedes     | 1:38,520  | +4,058    | 27         |
| 19       | Danyiil Kvjat      | Toro Rosso-Honda      | 1:38,550  | +4,088    | 5          |
| 20       | Robert Kubica      | Williams-Mercedes     | 1:38,670  | +4,208    | 29         |

### Második szabadedzés
Az orosz nagydíj második szabadedzését szeptember 27-én, pénteken délután tartották, magyar idő szerint 14:00-tól.
| helyezés | versenyző          | csapat/motor          | elért idő | különbség | futott kör |
| -------- | ------------------ | --------------------- | --------- | --------- | ---------- |
| 1        | Max Verstappen     | Red Bull-Honda        | 1:33,162  | −         | 29         |
| 2        | Charles Leclerc    | Ferrari               | 1:33,497  | +0,335    | 33         |
| 3        | Valtteri Bottas    | Mercedes              | 1:33,808  | +0,646    | 22         |
| 4        | Lewis Hamilton     | Mercedes              | 1:33,960  | +0,798    | 32         |
| 5        | Sebastian Vettel   | Ferrari               | 1:34,201  | +1,039    | 32         |
| 6        | Pierre Gasly       | Toro Rosso-Honda      | 1:34,971  | +1,809    | 26         |
| 7        | Sergio Pérez       | Racing Point-Mercedes | 1:34,998  | +1,836    | 31         |
| 8        | Nico Hülkenberg    | Renault               | 1:35,026  | +1,864    | 33         |
| 9        | Lance Stroll       | Racing Point-Mercedes | 1:35,176  | +2,014    | 31         |
| 10       | Alexander Albon    | Red Bull-Honda        | 1:35,216  | +2,054    | 18         |
| 11       | Lando Norris       | McLaren-Renault       | 1:35,223  | +2,061    | 33         |
| 12       | Danyiil Kvjat      | Toro Rosso-Honda      | 1:35,337  | +2,175    | 38         |
| 13       | Kevin Magnussen    | Haas-Ferrari          | 1:35,351  | +2,189    | 26         |
| 14       | Daniel Ricciardo   | Renault               | 1:35,370  | +2,208    | 28         |
| 15       | Kimi Räikkönen     | Alfa Romeo-Ferrari    | 1:35,374  | +2,212    | 34         |
| 16       | Romain Grosjean    | Haas-Ferrari          | 1:35,593  | +2,431    | 31         |
| 17       | Carlos Sainz Jr.   | McLaren-Renault       | 1:35,635  | +2,473    | 29         |
| 18       | Antonio Giovinazzi | Alfa Romeo-Ferrari    | 1:36,004  | +2,842    | 29         |
| 19       | George Russell     | Williams-Mercedes     | 1:36,785  | +3,623    | 38         |
| 20       | Robert Kubica      | Williams-Mercedes     | 1:37,838  | +4,676    | 36         |

### Harmadik szabadedzés
Az orosz nagydíj harmadik szabadedzését szeptember 28-án, szombaton délelőtt tartották, magyar idő szerint 11:00-tól.
| helyezés | versenyző          | csapat/motor          | elért idő | különbség | futott kör |
| -------- | ------------------ | --------------------- | --------- | --------- | ---------- |
| 1        | Charles Leclerc    | Ferrari               | 1:32,733  | −         | 14         |
| 2        | Sebastian Vettel   | Ferrari               | 1:33,049  | +0,316    | 15         |
| 3        | Lewis Hamilton     | Mercedes              | 1:33,129  | +0,396    | 19         |
| 4        | Valtteri Bottas    | Mercedes              | 1:33,354  | +0,621    | 18         |
| 5        | Max Verstappen     | Red Bull-Honda        | 1:34,227  | +1,494    | 12         |
| 6        | Romain Grosjean    | Haas-Ferrari          | 1:34,308  | +1,575    | 17         |
| 7        | Alexander Albon    | Red Bull-Honda        | 1:34,371  | +1,638    | 21         |
| 8        | Nico Hülkenberg    | Renault               | 1:34,421  | +1,688    | 13         |
| 9        | Lando Norris       | McLaren-Renault       | 1:34,527  | +1,794    | 15         |
| 10       | Kevin Magnussen    | Haas-Ferrari          | 1:34,546  | +1,813    | 15         |
| 11       | Pierre Gasly       | Toro Rosso-Honda      | 1:34,564  | +1,831    | 16         |
| 12       | Daniel Ricciardo   | Renault               | 1:34,586  | +1,853    | 14         |
| 13       | Carlos Sainz Jr.   | McLaren-Renault       | 1:34,607  | +1,874    | 18         |
| 14       | Antonio Giovinazzi | Alfa Romeo-Ferrari    | 1:34,766  | +2,033    | 15         |
| 15       | Sergio Pérez       | Racing Point-Mercedes | 1:34,860  | +2,127    | 7          |
| 16       | Lance Stroll       | Racing Point-Mercedes | 1:34,898  | +2,165    | 16         |
| 17       | Kimi Räikkönen     | Alfa Romeo-Ferrari    | 1:35,714  | +2,981    | 19         |
| 18       | George Russell     | Williams-Mercedes     | 1:36,011  | +3,278    | 18         |
| 19       | Danyiil Kvjat      | Toro Rosso-Honda      | 1:36,081  | +3,348    | 4          |
| 20       | Robert Kubica      | Williams-Mercedes     | 1:36,942  | +4,209    | 19         |

## Időmérő edzés
Az orosz nagydíj időmérő edzését szeptember 28-án, szombaton futották, magyar idő szerint 14:00-tól.
| helyezés              | rajtszám | versenyző          | csapat/motor          | 1. rész    | 2. rész  | 3. rész  | rajthely   | futott kör |
| --------------------- | -------- | ------------------ | --------------------- | ---------- | -------- | -------- | ---------- | ---------- |
| 1                     | 16       | Charles Leclerc    | Ferrari               | 1:33,613   | 1:32,434 | 1:31,628 | 1          | 18         |
| 2                     | 44       | Lewis Hamilton     | Mercedes              | 1:33,230   | 1:33,134 | 1:32,030 | 2          | 19         |
| 3                     | 5        | Sebastian Vettel   | Ferrari               | 1:33,032   | 1:32,536 | 1:32,053 | 3          | 22         |
| 4                     | 33       | Max Verstappen     | Red Bull-Honda        | 1:33,368   | 1:32,634 | 1:32,310 | 9[1]       | 15         |
| 5                     | 77       | Valtteri Bottas    | Mercedes              | 1:33,413   | 1:33,281 | 1:32,632 | 4          | 18         |
| 6                     | 55       | Carlos Sainz Jr.   | McLaren-Renault       | 1:34,184   | 1:33,807 | 1:33,222 | 5          | 20         |
| 7                     | 27       | Nico Hülkenberg    | Renault               | 1:34,236   | 1:33,898 | 1:33,289 | 6          | 15         |
| 8                     | 4        | Lando Norris       | McLaren-Renault       | 1:34,201   | 1:33,725 | 1:33,301 | 7          | 20         |
| 9                     | 8        | Romain Grosjean    | Haas-Ferrari          | 1:34,283   | 1:33,643 | 1:33,517 | 8          | 19         |
| 10                    | 3        | Daniel Ricciardo   | Renault               | 1:34,138   | 1:33,862 | 1:33,661 | 10         | 18         |
| 11                    | 10       | Pierre Gasly       | Toro Rosso-Honda      | 1:34,456   | 1:33,950 |          | 16[1]      | 13         |
| 12                    | 11       | Sergio Pérez       | Racing Point-Mercedes | 1:34,336   | 1:33,958 |          | 11         | 14         |
| 13                    | 99       | Antonio Giovinazzi | Alfa Romeo-Ferrari    | 1:34,755   | 1:34,037 |          | 12         | 14         |
| 14                    | 20       | Kevin Magnussen    | Haas-Ferrari          | 1:33,889   | 1:34,082 |          | 13         | 13         |
| 15                    | 18       | Lance Stroll       | Racing Point-Mercedes | 1:34,287   | 1:34,233 |          | 14         | 14         |
| 16                    | 7        | Kimi Räikkönen     | Alfa Romeo-Ferrari    | 1:34,840   |          |          | 15         | 8          |
| 17                    | 63       | George Russell     | Williams-Mercedes     | 1:35,356   |          |          | 17         | 8          |
| 18                    | 88       | Robert Kubica      | Williams-Mercedes     | 1:36,474   |          |          | 18[2]      | 8          |
| 19                    | 23       | Alexander Albon    | Red Bull-Honda        | 1:39,197   |          |          | boxutca[3] | 4          |
| 107%-os idő: 1:39,544 |          |                    |                       |            |          |          |            |            |
| NK                    | 26       | Danyiil Kvjat      | Toro Rosso-Honda      | idő nélkül |          |          | 19[4]      | 0          |

Megjegyzés:
- ↑ 1:  — Max Verstappen és Pierre Gasly erőforráselem-cserék miatt fejenként 5-5 rajthelyes büntetést kaptak a futamra.[3]
- ↑ 2:  — Robert Kubica autójában több erőforráselemet is kicseréltek, ezért a rajtrács végéről kellett rajtolnia.[4]
- ↑ 3:  — Alexander Albon 5 rajthelyes büntetést kapott új erőforráselem beszerelése miatt, az időmérő edzésen történt balesetét követően pedig új padlólemezt is kapott, ezzel megsértették a parc fermé szabályt, ezért csak a boxutcából rajtolhatott.[5]
- ↑ 4:  — Danyiil Kvjat autójában számos erőforráselemet kicseréltek, ezért a rajtrács végére sorolták hátra. Kvjat nem vett részt az időmérő edzésen, így mért kört sem teljesített, ezért nem kvalifikálta magát a futamra, de megkapta a rajtengedélyt.[6]

## Futam
Az orosz nagydíj futama szeptember 29-én, vasárnap rajtolt, magyar idő szerint 13:10-kor.
| helyezés | rajtszám | versenyző          | csapat/motor          | futott kör | idő/kiesés oka   | rajthely | abroncs | pont  |
| -------- | -------- | ------------------ | --------------------- | ---------- | ---------------- | -------- | ------- | ----- |
| 1        | 44       | Lewis Hamilton     | Mercedes              | 53         | 1:33:38,992      | 2        |         | 26[5] |
| 2        | 77       | Valtteri Bottas    | Mercedes              | 53         | +3,829           | 4        |         | 18    |
| 3        | 16       | Charles Leclerc    | Ferrari               | 53         | +5,212           | 1        |         | 15    |
| 4        | 33       | Max Verstappen     | Red Bull-Honda        | 53         | +14,210          | 9        |         | 12    |
| 5        | 23       | Alexander Albon    | Red Bull-Honda        | 53         | +38,348          | boxutca  |         | 10    |
| 6        | 55       | Carlos Sainz Jr.   | McLaren-Renault       | 53         | +45,889          | 5        |         | 8     |
| 7        | 11       | Sergio Pérez       | Racing Point-Mercedes | 53         | +48,728          | 11       |         | 6     |
| 8        | 4        | Lando Norris       | McLaren-Renault       | 53         | +57,749          | 7        |         | 4     |
| 9        | 20       | Kevin Magnussen    | Haas-Ferrari          | 53         | +58,779[6]       | 13       |         | 2     |
| 10       | 27       | Nico Hülkenberg    | Renault               | 53         | +59,841          | 6        |         | 1     |
| 11       | 18       | Lance Stroll       | Racing Point-Mercedes | 53         | +1:00,821        | 14       |         |       |
| 12       | 26       | Danyiil Kvjat      | Toro Rosso-Honda      | 53         | +1:02,496        | 19       |         |       |
| 13       | 7        | Kimi Räikkönen     | Alfa Romeo-Ferrari    | 53         | +1:08,910        | 15       |         |       |
| 14       | 10       | Pierre Gasly       | Toro Rosso-Honda      | 53         | +1:10,076        | 16       |         |       |
| 15       | 99       | Antonio Giovinazzi | Alfa Romeo-Ferrari    | 53         | +1:13,346        | 12       |         |       |
| ki       | 88       | Robert Kubica      | Williams-Mercedes     | 28         | első szárny      | 18       |         |       |
| ki       | 63       | George Russell     | Williams-Mercedes     | 27         | baleset          | 17       |         |       |
| ki       | 5        | Sebastian Vettel   | Ferrari               | 26         | erőforrás        | 3        |         |       |
| ki       | 3        | Daniel Ricciardo   | Renault               | 24         | baleseti sérülés | 10       |         |       |
| ki       | 8        | Romain Grosjean    | Haas-Ferrari          | 0          | baleset          | 8        |         |       |

Megjegyzés:
- ↑ 5:  — Lewis Hamilton a helyezéséért járó pontok mellett a versenyben futott leggyorsabb körért további 1 pontot szerzett.
- ↑ 6:  — Kevin Magnussen eredetileg a 8. helyen ért célba, ám utólag 5 másodperces időbüntetést kapott a pályára való szabálytalan visszatérés miatt, így egy hellyel hátrébb csúszott.[9]

## A világbajnokság állása a verseny után
| H   | Versenyzők       | Pont | H   | Konstruktőrök             | Pont |
| --- | ---------------- | ---- | --- | ------------------------- | ---- |
| 1.  | Lewis Hamilton   | 322  | 1.  | Mercedes                  | 571  |
| 2.  | Valtteri Bottas  | 249  | 2.  | Ferrari                   | 409  |
| 3.  | Charles Leclerc  | 215  | 3.  | Red Bull-Honda            | 311  |
| 4.  | Max Verstappen   | 212  | 4.  | McLaren-Renault           | 101  |
| 5.  | Sebastian Vettel | 194  | 5.  | Renault                   | 68   |
| 6.  | Pierre Gasly     | 69   | 6.  | Toro Rosso-Honda          | 55   |
| 7.  | Carlos Sainz Jr. | 66   | 7.  | Racing Point-BWT Mercedes | 52   |
| 8.  | Alexander Albon  | 52   | 8.  | Alfa Romeo-Ferrari        | 35   |
| 9.  | Lando Norris     | 35   | 9.  | Haas-Ferrari              | 28   |
| 10. | Daniel Ricciardo | 34   | 10. | Williams-Mercedes         | 1    |

(A teljes táblázat)

## Statisztikák
- Vezető helyen:
  - Sebastian Vettel: 25 kör (1-25)
  - Lewis Hamilton: 28 kör (26-53)
- Charles Leclerc 6. pole-pozíciója.
- Lewis Hamilton 82. futamgyőzelme és 45. versenyben futott leggyorsabb köre.
- A Mercedes 98. futamgyőzelme.
- Lewis Hamilton 147., Valtteri Bottas 42., Charles Leclerc 9. dobogós helyezése.